# جیمز داوسون
جیمز داوسون (انگلیسی: James Dawson؛ ۱۳ اوت ۱۸۹۰ – ۱۹۳۳ (۴۲−۴۳ سال))  بازیکن فوتبال  اهل بریتانیا بود.
از باشگاه‌هایی که در آن بازی کرده‌است می‌توان به باشگاه فوتبال دومبارتون، باشگاه فوتبال لیورپول، باشگاه فوتبال هارت آف میدلوتیان، و باشگاه فوتبال سنت میرن اشاره کرد.